# Sorindeia
Sorindeia  es un género de plantas con 83 especies,  perteneciente a la familia de las anacardiáceas.

## Taxonomía
El género fue descrito por Louis Marie Aubert Du Petit-Thouars y publicado en Genera Nova Madagascariensia 23–24. 1806.  La especie tipo es: Sorindeia madagascariensis DC. 

## Especies
- Sorindeia acutifolia
- Sorindeia adolfi-friederici
- Sorindeia africana